# (14325) 1979 MM6
(14325) 1979 MM6 là một tiểu hành tinh vành đai chính. Nó được phát hiện ngày 25 tháng 6 năm 1979 bởi a Eleanor F. Helin và Schelte J. Bus.